# Emerano de Ratisbona
Emerano de Ratisbona, Emmeran, Emmeramus, Emmeram, Emeran, Heimrammi, Haimeran o Heimeran (Poitiers, comienzo del siglo VII - Feldkirchen, Múnich, hacia 652 - enterrado finalmente en Ratisbona, Baviera) fue un obispo de Ratisbona, muerto como mártir. Es venerado como santo por la Iglesia católica.
Las fuentes sobre la vida de Emerano son secundarias: Arbeo de Frisinga escribió su biografía hacia el año 750, la Vita Sancti Emmerami, cuando ya hacía un siglo que había muerto. Según esta fuente, Emerano era hijo de un noble de familia aquitana y había nacido en Poitiers; algunas fuentes dicen que fue obispo de esta ciudad, quizás entre los obispos Didón y Ansoald. Viajó a Baviera para predicar contra la idolatría que predominaba todavía.
Hacia el año 649 llegó a Ratisbona, a la corte del duque Teodón II de Baviera, siguiendo el curso del río Loira, atravesando la Selva Negra y siguiendo el Danubio. Emerano predicó durante tres años, ganando el respeto como hombre piadoso. Según la leyenda, Uta, hija del duque, confesó a Emerano que esperaba un hijo fuera del matrimonio, concebido de Sigipald, un cortesano. Emerano aconsejó a Uta que dijera que el padre del hijo era él mismo, confiando que por el respeto que inspiraba su nombre la chica no sufriera ningún castigo, y poco después marchó a Roma en peregrinaje.
Al enterarse, el duque y su hijo Lantpert lo persiguieron y lo cogieron en Helfendorf (hoy parte de Múnich), en el camino que comunicaba Salzburgo y Augsburgo en la vía Julia. Lo ataron a una escalera de mano y lo torturaron, cortándole partes del cuerpo: los dedos, los ojos y la nariz y, finalmente, la cabeza. Sus compañeros Vidal y Wolflete lo encontraron todavía vivo, e intentaron curarlo, pero murió en el actual Aschheim, distrito de Múnich, donde después se edificó una capilla.
Al morir, como muestra de su inocencia, bajó una escalera del cielo para que el santo subiera y una luz iluminó su cuerpo.
Cuando se descubrió la verdad y la inocencia de Emerano, su cuerpo fue exhumado de la tumba de Aschheim. Llovió durante cuarenta días y su cuerpo fue colocado sobre una balsa en el río Isar: cuando la balsa, siguiendo la corriente, llegó al Danubio, fue aguas arriba milagrosamente, hasta llegar a Ratisbona, donde fue enterrado en la iglesia de San Jorge, que se incendió en 1642. Los restos se llevaron, en 1645, a la abadía de San Emerano, cerca de la ciudad y fue sepultado bajo el altar mayor. 
Se conserva como reliquia el fémur, que se expone cada 22 de septiembre. 